# إدوين موريس
إدوين موريس (بالإنجليزية: Edwin Morris)‏ هو سياسي بريطاني (وحمل سابقاً جنسية المملكة المتحدة لبريطانيا العظمى وأيرلندا)، ولد في 8 مايو 1894 في ميدلاند الغربية في المملكة المتحدة، وتوفي في 19 أكتوبر 1971 في المملكة المتحدة. انتخب أسقف.